# Лајонел Ричи
Лајонел Брокман Ричи Млађи (енгл. Lionel Brockman Richie Jr.; Лос Анђелес, 20. јун 1949) амерички је певач, текстописац, глумац и музички продуцент. Каријеру је започео у бенду Комодорс, након којег је започео соло каријеру. Сматра се једним од највећих певача балада 80-их.

## Музичка каријера

### Комодорс
Ричи је постао члан груп Комодорс 1968. године где је био певач и саксофониста. Док је био у групи написао је песме Easy и Three Times a Lady које су касније постале велики хитови.

### Соло каријера
Ричијев први студијски албум назван Lionel Richie био је успешан и имао 3 хит сингла. Песму All Night Long са трећег албума је изводио на затварању Летњих олимпијских игара 1984. Велики успех доживеле су касније и песме Hello и Say You, Say Me. Такође је учествовао у снимању песме We Are the World у хуманитарне сврхе са многим другим познатим музичарима. Године 1986. издао је албум Dancing on the Ceiling са којег је истоимена песма постала веома популарна. 1990-их издао је два студијска албума, а касније 2000-их још пет.

## Дискографија
Студијски албуми
- Lionel Richie (1982)
- Can't Slow Down (1983)
- Dancing on the Ceiling (1986)
- Louder Than Words (1996)
- Time (1998)
- Renaissance (2000)
- Just for You (2004)
- Coming Home (2006)
- Just Go (2009)
- Tuskegee (2012)